# Moçambiques herrlandslag i fotboll
Moçambiques herrlandslag i fotboll representerar Moçambique i fotboll på herrsidan. Laget spelade sin första match den 20 december 1977, och förlorade med 1-2 hemma mot Tanzania.
Den 25 januari 1942 föddes Eusebio da Silva Ferreira. Förkortat Eusebio i Lourenco Marques, som fram till 1975 ingick i den portugisiska besittningen Portugisiska Östafrika, och Eusebio representerade under sin karriär Portugal.

## Afrikanska mästerskapet
Moçambique har deltagit tre gånger i afrikanska mästerskapet. Man deltog inte mellan 1950 och början av 1980-talet. 1982 började man att kvala men åkte ut i förkvalet med 1-2 borta och bara 3-3 hemma mot Zaire. 1984 började bra med hela 3-0 i förkvalet hemma mot Kamerun. Man förlorade dock med 0-4 borta och slogs ut.
1986 kvalade man in då man slagit ut Mauritius i förkvalet med sammanlagt 3-0. Sedan slog man ut Malawi på straffar i kvalet. I sista omgången slog man ut Libyen på straffar och kvalificerade sig för turneringen. Turneringen innebar ett misslyckande med tre raka förluster och inga mål. 0-3 mot Elfenbenskusten samt 0-2 mot Senegal och Egypten innebar en sistaplats i turneringen och gruppen.
Mellan 1988 och 1994 kvalade man inte in. 1996 gick det något bättre. Man lyckades spela 1-1 i första matchen mot Tunisien. Det blev dock den enda poängen efter förluster med 0-1 mot Elfenbenskusten och 0-2 mot Ghana och återigen kom man sist i gruppen. 1998 kom man återigen sist i gruppen utan några inspelade poäng. Efter 0-2 mot Egypten förlorade man med 0-3 mot Marocko och 1-3 mot Zambia. 2010 lyckades inte Moçambique och förlorade med 0-2 mot Nigeria, 0-3 mot Egypten och bara 2-2 mot Benin varpå Moçambique slutade sist i den gruppen.